# Bill Brown (Leichtathlet, 1925)
William 'Bill' Brown (* 28. April 1925 in Bel Air, Maryland; † 25. April 2018 in  Silver Spring, Maryland) war ein US-amerikanischer Mittelstreckenläufer und Sprinter.
1951 gewann er bei den Panamerikanischen Spielen in Mexiko-Stadt Silber über 800 m und siegte mit der US-amerikanischen Mannschaft in der 4-mal-400-Meter-Staffel.
1950 wurde er für das Morgan State College startend über 880 Yards NCAA-Meister mit seiner persönlichen Bestzeit von 1:51,2 min (entspricht 1:50,5 min über 800 m).